# Phare de Corregidor
Le phare de Corregidor est un phare situé sur l'île de Corregidor, dans la province de Cavite aux Philippines. Le premier phare a été mis en service en 1853 et détruit par les japonais durant l'occupation américaine de l'île pendant la seconde guerre mondiale. Il a été reconstruit dans les années 1950
Ce phare géré par le Maritime Safety Services Command (MSSC), service de la Garde côtière des Philippines (Philippine Coast Guard).

## Histoire

### Époque coloniale espagnole
Le premier phare de l'île de Corregidor était l'un des phares construits pendant l'occupation espagnole. Avec celui de l'île Caballo, proche de Corregidor, ils étaient les plus anciens établis dans la province de Cavité, après celui de l'embouchure du fleuve Pasig.
La création d'une station de signalisation sur l'île de Corregidor avait été recommandée en 1835 lors de l'administration du gouverneur Pascual Enrile y Alcedo (en). Sa construction n'a toutefois été autorisée qu'en 1846 avec l'adoption de l'arrêté royal du 14 avril par le gouvernement espagnol. Le phare n'a été achevé qu'en 1853, dix-huit ans après la recommandation de sa construction.
Le 18 janvier 1853, un avis aux navigateurs a été publié annonçant la mise en service le 1er février 1853 d'un feu de deuxième ordre à Corregidor, ainsi qu'un feu de quatrième ordre sur l'île Caballo. Le phare de Corrigidor était l'une des lumières les plus importantes de l'archipel. Il guidait les navires à l'entrée de la baie de Manille abritant le port de Manille, le centre commercial le plus important du pays. Ce phare occupe le point de convergence de deux lignes d'approche pour les navires de la mer de Chine qui se dirigent vers l'entrée de la baie de Manille. Les navires de Hong Konget des ports de Chine au nord-ouest voyaient d'abord la lumière du phare de l'île Capones au large de la côte sud-ouest de la province de Zambales. Les navires des ports d'Indochine voyaient d'abord les lumières de Corregidor au centre. Les navires de Singapour, d'Indonésie, d'Inde et de tous les ports des îles Philippines, au sud, voyait d'abord la lumière du phare de l'île Cabra. Toutes les voies maritimes convergeaient ensuite vers le feu de Corregidor à l'entrée de la baie.
Les deux phares étaient équipés d'appareils d'éclairage d'Henry Lepaute de Paris. Il émettait un éclat blancs toutes les dix ou vingt secondes, et visible par temps clair jusqu'à 37 km. En 1897, l'appareil d'éclairage vieillissant a été remplacé par une lampe provisoire du même caractère, mais de moindre puissance, avant l'installation d'une nouvelle lumière permanente qui a été mise en service le 1er août 1897. Il émettait un feu rouge et blanc alternativement toutes les dix secondes, et visibles jusqu'à 66 km par temps clair.

### Période coloniale américaine
Lorsque les Américains ont pris le contrôle du pays, le nouveau bureau de l'US Coast Guard a fait un tour complet du pays en inspectant tous les phares et toutes les stations de l'archipel en 1902. Tous les phares ont été réparés, pour rendre les stations efficaces et habitables. À Corregidor, des réparations ont été effectuées pour réhabiliter les habitations et la tour, et une clôture en bambou a été érigée.
Les principaux travaux de construction en 1903 ont été la rénovation des anciens bâtiments et la construction de nouveaux quartiers pour le phare. Une école d'apprentis avait été créée à Manille l'année précédente pour former des gardiens de phare compétents, en utilisant le phare de Corregidor comme poste d'entraînement. En 1905, la clôture en bambou du phare de Corregidor est retrouvée en mauvais état et remplacée par des poteaux et des planches. Le système de gouttières a été modifié pour augmenter l'approvisionnement en eau. Une latrine a été construite, de nouveaux planchers ont été placés dans les habitations des gardiens car ils ont été endommagés par les termites.
Des fonds budgétaires ont été votés pour l'entretien des phares et ont été affectés à l'achat de pièces nécessaires à Paris pour transformer la lanterne polygonale de Corregidor en une lanterne cylindrique pour diminuer l'intervalle entre les éclats de dix à cinq secondes et remplacer le brûleur à mèche par un système à incandescence.
En 1908, l'île de Corregidor est devenue une base militaire américaine et a été désignée comme Fort Mills dans le cadre de la défense portuaire de la baie de Manille. Les Américains ont commencé à fortifier l'île en tant que principal fort de défense navale pour la baie en cas de guerre.

### Seconde guerre mondiale
Le 8 décembre 1941, le jour où les Japonais envahirent les Philippines, les phares de Corregidor, Caballo et Monja furent éteints comme convenu par l'US Navy et le commandant de la défense du port. Le 16 décembre, le phare de Corregidor a été utilisé par la marine pour faciliter l'entrée de sous-marins transportant des fournitures et des munitions pour les troupes sur l'île, comme l'a autorisé le général Douglas MacArthur. La lumière était allumée les dix premières minutes de chaque demi-heure selon un calendrier secret fourni par la marine pour chaque entrée. Seule la lumière blanche était montrée sur un azimut fixe spécifié. Au fur et à mesure que le sous-marin traversait les champs de mines sous contrôle, la patrouille côtière, en coordination avec la défense du port, déplaçait les mines et les balises éclairées par des projecteurs.
Les premiers dégâts causés au phare sont survenus le 14 janvier vers midi lorsque deux bombardiers ont bombardé la zone du phare. Le phare et les bâtiments environnants ont été endommagés, mais la lumière fut encore utilisable à l'aide d'une lampe à pétrole. Pendant le combat pour la libération de l'île par les Japonais en 1942, l'île a été fortement bombardée laissant tous les bâtiments en ruine. Le phare n'a pas survécu au bombardement.

## Le phare actuel
Autour des années 1950, le phare a été reconstruit en utilisant les pierres d'origine retrouvées dans les ruines, mais en utilisant un design différent.
C'est une tour cylindrique blanche de 18 m, avec double galerie en lanterne.La base circulaire abrite maintenant une boutique de souvenirs pour les touristes de l'île historique. La lanterne a été remplacée dans les années 1990 par une lampe à énergie solaire dans le cadre du projet d'amélioration de la sécurité maritime par la Garde côtière philippine.
Il émet, à une hauteur focale de 195 m, trois éclats blancs toutes les 15 secondes.
Identifiant : ARLHS : PHI-021 ; PCG-0045 - Amirauté : F2634 - NGA : 14272.
|                |
| L'ancien phare |

|                 |
| Le phare actuel |

|                     |
| Carte de Corregidor |

### Lien connexe
- Liste des phares aux Philippines